# Verkeersinfarct

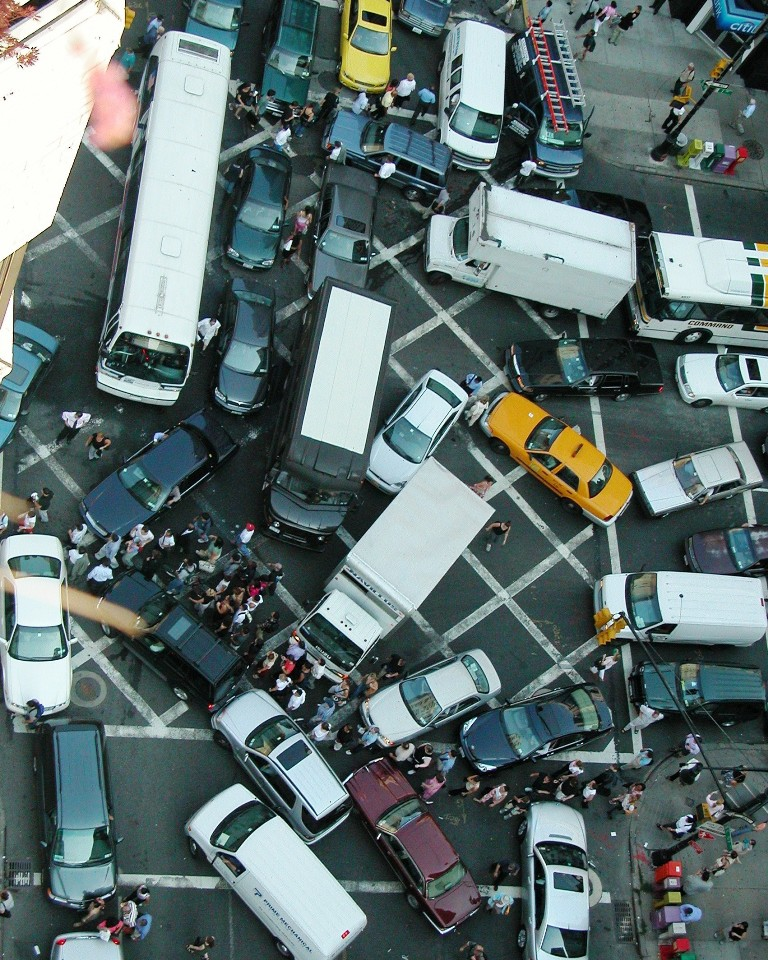
Een 'gridlock' op een kruispunt in New York

Een verkeersinfarct of verkeerschaos is een uitdrukking voor een situatie waarin het verkeer dusdanig gehinderd is door niet-reguliere omstandigheden (weersomstandigheden, files door incidenten, etc.) dat automobilisten nauwelijks vooruit kunnen komen, meestal veroorzaakt doordat weggebruikers elkaar indirect blokkeren (kop van de file sluit aan bij de staart van de file).

## Voorbeelden
Er kan van een verkeersinfarct worden gesproken als de spits zo extreem is (uitgedrukt in km file) dat de ochtendspits overloopt in de avondspits, en automobilisten meerdere uren in een kilometerslange file vastzitten.

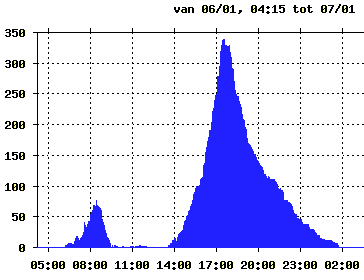
Gevolgen van een verkeersinfarct rond Amsterdam op woensdag 6 januari 2010, uitgedrukt in de filelengte over de tijd. Te zien is dat de avondspits rond 14:00 begint en de files pas na middernacht oplossen. Bron:VID.nl

Ook kan er sprake zijn van een lokaal of regionaal verkeersinfarct. Als er in de spits bijvoorbeeld een ongeluk gebeurt op de ringweg van Amsterdam of bij Utrecht knooppunt Oudenrijn, heeft dat doorgaans grote gevolgen voor het verkeer rond die bewuste steden.
In Nederland kon van verkeersinfarcten worden gesproken tijdens de ochtendspits van 8 februari 1999 en tijdens de avondspits bij de sneeuwstorm van 25 november 2005. En op 6 januari 2010 tijdens de avondspits in en rond Amsterdam als gevolg van zware sneeuwval.